# Виноград (ягода)

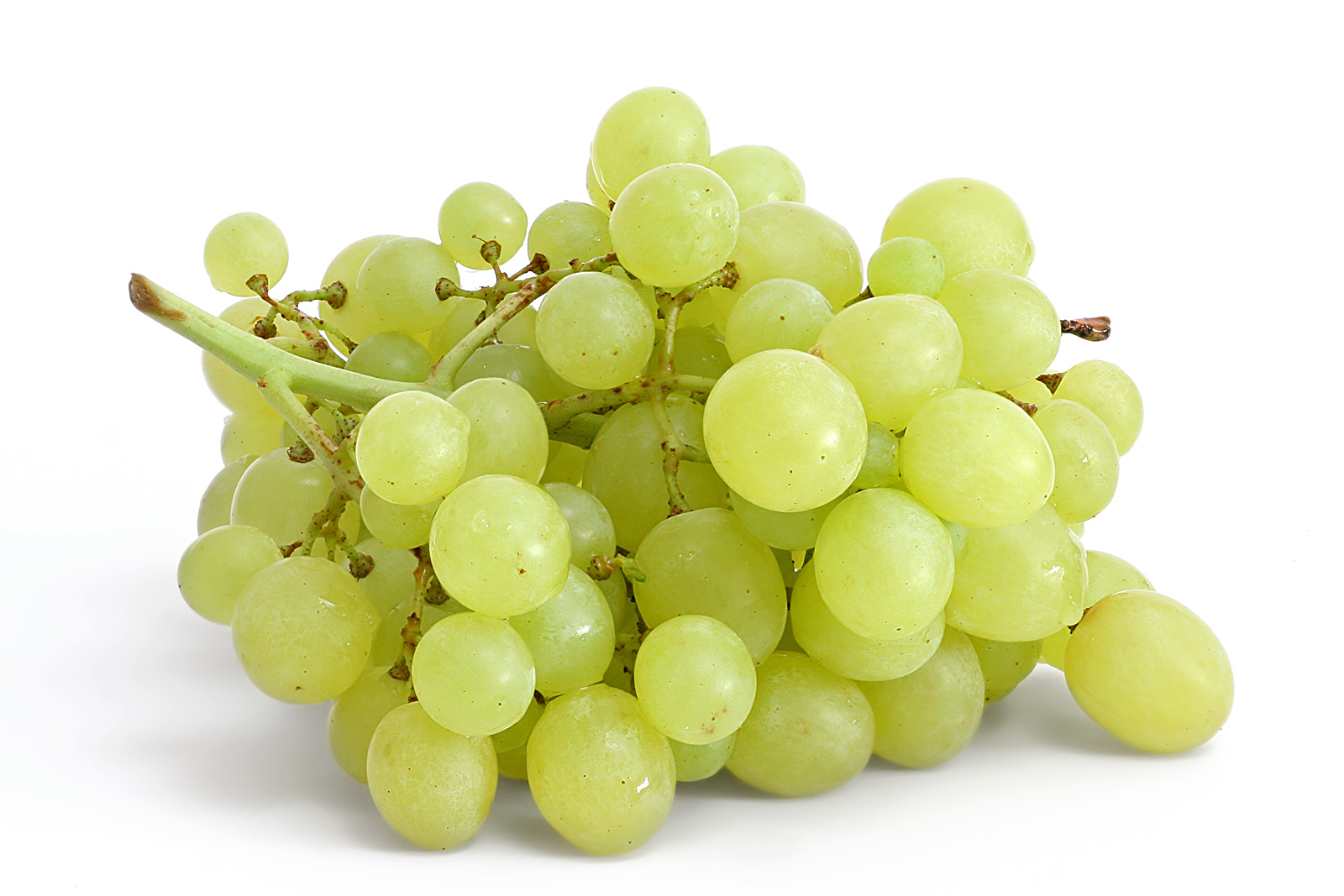
Спелая гроздь белого винограда

Виногра́д — плоды винограда культурного и некоторых других растений рода Виноград, в зрелом виде представляющие собой сладкие ягоды. Ценный пищевой продукт и сырьё для виноделия.

## История
Выращивание культурного винограда (виноградарство) началось приблизительно 6000—8000 лет назад в неолите на Ближнем Востоке.
На территории Грузии найдены самые ранние археологические свидетельства развитой винодельческой культуры, принадлежащие 6-му тысячелетию до нашей эры, в том числе керамический сосуд возрастом в 8000 лет со следами вина.
В ходе проведения обширного проекта исследования генетического материала археологических находок было проанализировано наследие более 110 современных сортов винограда; наиболее древние берут своё начало из региона, расположенного на территории современной Грузии.
Самая древняя найденная винодельня датируется рубежом V—IV тысячелетия до нашей эры и находится в Армении (пещера Арени).
В ходе расшифровки древнеегипетских иероглифов удалось прочесть записи, касающиеся технологии возделывания тёмного винограда. Большой вклад в развитие виноградарства внесли финикийцы, у которых научились возделывать виноград карфагеняне, и древние греки. Фукидид считал, что жители Средиземноморья распрощались с варварством тогда, когда стали возделывать виноград и оливу. Ещё до нашей эры наставления о том, как следует ухаживать за лозой, составили Магон и Катон Старший. Венцом древнеримского виноградарства стало сочинение Колумеллы, в котором он советовал вместо деревьев использовать для опоры длинных лоз специальные шпалеры.
Культура выращивания винограда позже распространилась и на более северные регионы Европы, а также проникла на все континенты, за исключением Антарктиды. В Северной Америке можно встретить дикорастущий виноград эндемичных видов, который был частью рациона индейцев. Поскольку эти виды были сочтены европейскими колонистами непригодными для изготовления вина, в Америку были завезены европейские сорта винограда.
В старину в Афганистане местные жители запечатывали виноградные гроздья в конусы из глины, что позволяло надолго сохранять свежесть ягод.

## Ботаническое описание

Строение ягоды винограда

Ягоды винограда своим видом, как правило, напоминают вытянутый эллипсоид вращения. Таким образом, плоды винограда или виноградины представляют собой шаровидные или яйцевидные ягоды, которые относятся к типу фруктов, растущих более или менее рыхлыми (редко плотными) гроздьями, содержащими от 15 до 300 штук в каждой и могут быть различной окраски: фиолетовый, малиновый, чёрный, тёмно-синий, жёлтый, зелёный, оранжевый и розовый. «Белый» виноград на самом деле зелёного цвета, и эволюционно происходит от фиолетового винограда. Мутации, произошедшие в двух регуляторных генах белого винограда выключили производство антоцианов, которые отвечают за цвет фиолетового винограда. Кроме того, антоцианы и другие пигменты, представляющие собой химические вещества из широкого семейства полифенолов в фиолетовых сортах винограда несут ответственность за различные оттенки фиолетового цвета, придаваемые красным винам. Виноградины содержат несколько косточек, однако встречаются и бессемянные сорта, которые совсем не содержат косточек (т. н. кишмиш).
Большинство видов возделываемого в настоящее время винограда берёт начало из европейских сортов винограда. В свою очередь европейская виноградная лоза родом из Средиземноморья и Центральной Азии. Незначительные количества выращиваемых человеком гроздей винограда и изготовленного из них вина происходят из американских и азиатских видов, таких как:

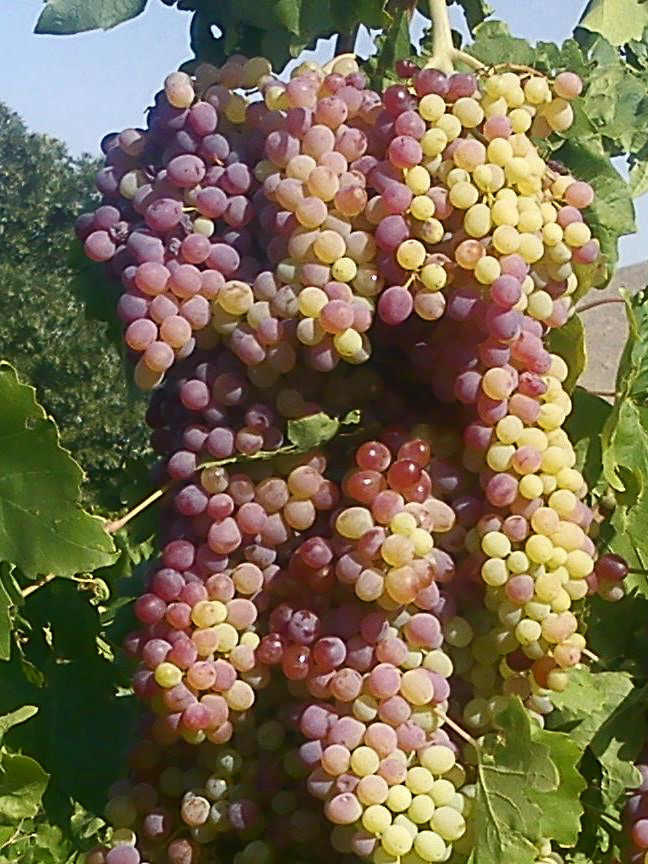
Спелые гроздья винограда

- Виноград лисий (лат. Vitis labrusca) — является родоначальником большинства североамериканских сортов винограда с характерным земляничным («изабельным») ароматом, который в англоязычных странах называют «лисьим» (культивирование с середины XVII века), иногда используются для изготовления вина, является аборигенным сортом для восточной части США и Канады. Гибрид лисьего винограда с европейским называется «Изабелла».
- Виноград прибрежный (лат. Vitis riparia) — дикий виноград из Северной Америки, иногда используется для виноделия и для варенья. Он является аборигенным сортом для всей восточной части США и с севера от провинции Квебек (Канада).
- Виногра́д круглоли́стный (лат. Vitis rotundifolia) используются для варенья и вина, являются аборигенным сортом для юго-востока США от штата Делавэр в Мексиканском заливе.
- Виногра́д аму́рский (лат. Vítis amurénsis) — является реликтом доледниковой субтропической растительности Дальнего Востока, он достигает в континентальной части широты озера Кизи (примерно за 51 параллелью). По побережью Японского моря на север доходит до устья реки Мули, а на запад Приамурья — до реки Зеи. Произрастает в лесах Маньчжурии, Приамурья и Приморья, Китая, Кореи. Плоды винограда амурского, шаровидные чёрные или фиолетовые, иногда тёмно-синие ягоды от очень кислых до сладких; диаметром в основном до 12 мм, с толстой кожицей. У отдельных форм содержание сахара в плодах доходит до 22—23 %. Созревают в конце сентября. Мякоть ягод сочная, как правило, кисловатая. Грозди могут быть крупными, сравнимыми по числу ягод (но не по массе) с гроздями культурного винограда. В исключительных случаях длина гроздей достигает 25 см, а масса — 250 г (обычно 20—70 г). Является наиболее важным среди азиатских видов винограда.

## Использование
Плоды (ягоды) винограда, а также продукты его переработки обладают ценными лечебными, вкусовыми и пищевыми качествами. Виноградолечение, или ампелотерапия предполагает возможность использования винограда для лечения заболеваний (например, малокровия). Предполагаемый лечебный потенциал вина реализует энотерапия (винолечение).
Существует много сортов и гибридов винограда. Однако, нет достоверных статистических данных в отношении объёмов производства (выращивания и последующей переработки) различных сортов винограда. Считается, что наиболее широко распространён сорт Кишмиш белый, также известный как Томпсон сидлис — десертный сорт винограда с очень мелкими почти незаметными семенами, культурой которого заняты, по крайней мере, 3 600 км2 или 880 000 акров в странах Передней Азии и Ближнего Востока, в Греции, Болгарии, США, Австралии, ЮАР, Чили и Китае. Второе место среди наиболее распространённых сортов винограда занимает Айрен. Другие популярные сорта: Каберне-совиньон, Совиньон-блан, Каберне-фран, Мерло, Гренаш, Темпранильо, Рислинг и Шардоне.
Сахар в виноградных ягодах содержится, в основном, в виде глюкозы. Один килограмм виноградных ягод в зависимости от сорта, степени созревания урожая и условий его выращивания содержит до 300 и более граммов сахара. Помимо этого, в ягодах винограда также содержится от 0,5 до 1,4 % винной, яблочной и других органических кислот, 0,3-0,5 % минеральных веществ, в частности фосфора, железа, кальция и др., 0,15-0,9 % белковых веществ, 0,3-1 % пектинов, а также витамины A (каротин), B1 (тиамин, аневрин), B2 (рибофлавин), С (аскорбиновая кислота), В6 (пиридоксин), РP (ниацин) и витамин P.
Виноград едят свежим или сушат, превращая его в изюм (сушёные семенные ягоды винограда) или в кишмиш и коринку (сушёные бессеменные ягоды винограда). Виноград используется в производстве вина. Также из винограда готовят компоты, соки, маринады и так далее. Используют в декоративных целях.
Сок винограда содержит большое количество глюкозы, фруктозы, которые легко усваиваются организмом, катионов калия, органических кислот, микроэлементов. Продукт довольно калорийный (70-150 ккал / 100 г).
Из виноградного сока путём спиртового брожения получают белые, розовые и красные вина, бренди, а также коньячный спирт, который после выдержки в дубовых бочках разливают в бутылки под маркой коньяка.

### Пищевая и энергетическая ценность необработанного винограда
| Необработанный виноград (пищевая и энергетическая ценность 100 г): |                                 |                           |                                  |
| вода: 80,54 г                                                      | неорганические вещества: 0,48 г | пищевые волокна: 0,9 г    | энергетическая ценность: 69 ккал |
| белки: 0,72 г                                                      | липиды: 0,16 г                  | углеводы: 18,10 г         | сахара: 15,48 г                  |
| микроэлементы                                                      |                                 |                           |                                  |
| кальций: 10 мг                                                     | железо: 0,36 мг                 | магний: 7 мг              | фосфор: 20 мг                    |
| калий: 191 мг                                                      | медь: 0,127 мг                  | натрий: 2 мг              | цинк: 0,07 мг                    |
| витамины                                                           |                                 |                           |                                  |
| витамин C: 10,8 мг                                                 | витамин B1: 0,069 мг            | витамин B2: 0,070 мг      | витамин B3: 0,188 мг             |
| витамин B5: 0,050 мг                                               | витамин B6: 0,086 мг            | витамин B9: 0 мкг         | витамин B12: 0,00 мкг            |
| витамин A: 65 UI                                                   | ретинол: 0 мкг                  | витамин E: 0,19 мкг       | витамин K: 14,6 мкг              |
| жирные кислоты                                                     |                                 |                           |                                  |
| насыщенные: 0,054 г                                                | мононенасыщенные: 0,007 г       | полиненасыщенные: 0,048 г | холестерол: 0 мг                 |

### Противопоказания
При употреблении ягод винограда и продуктов виноградарства следует учитывать: виноград не рекомендуется принимать при ожирении, язвенной болезни (в период обострения), сахарном диабете, хронических нагноительных процессах в лёгких, сердечной недостаточности, сопровождающейся выраженной гипертонией и отёками, при усилении процессов брожения в кишечнике и колите, сопровождающихся поносом.
Сочетание винограда с молоком, огурцами, дыней, жирной пищей, минеральной водой, рыбой, пивом часто вызывает расстройство желудка. Не стоит забывать, что виноград, попадая на кариозные зубы, усиливает их разрушение. Для предохранения зубов от порчи рекомендуется после каждого приёма винограда или изюма тщательно прополоскать рот большим количеством раствора пищевой соды.
Виноград ядовит для собак, может вызвать у животного развитие острой почечной недостаточности с анурией (частичная или полная задержка в выделении мочи) и привести к смерти.

## Переработка

### Виноградный сок

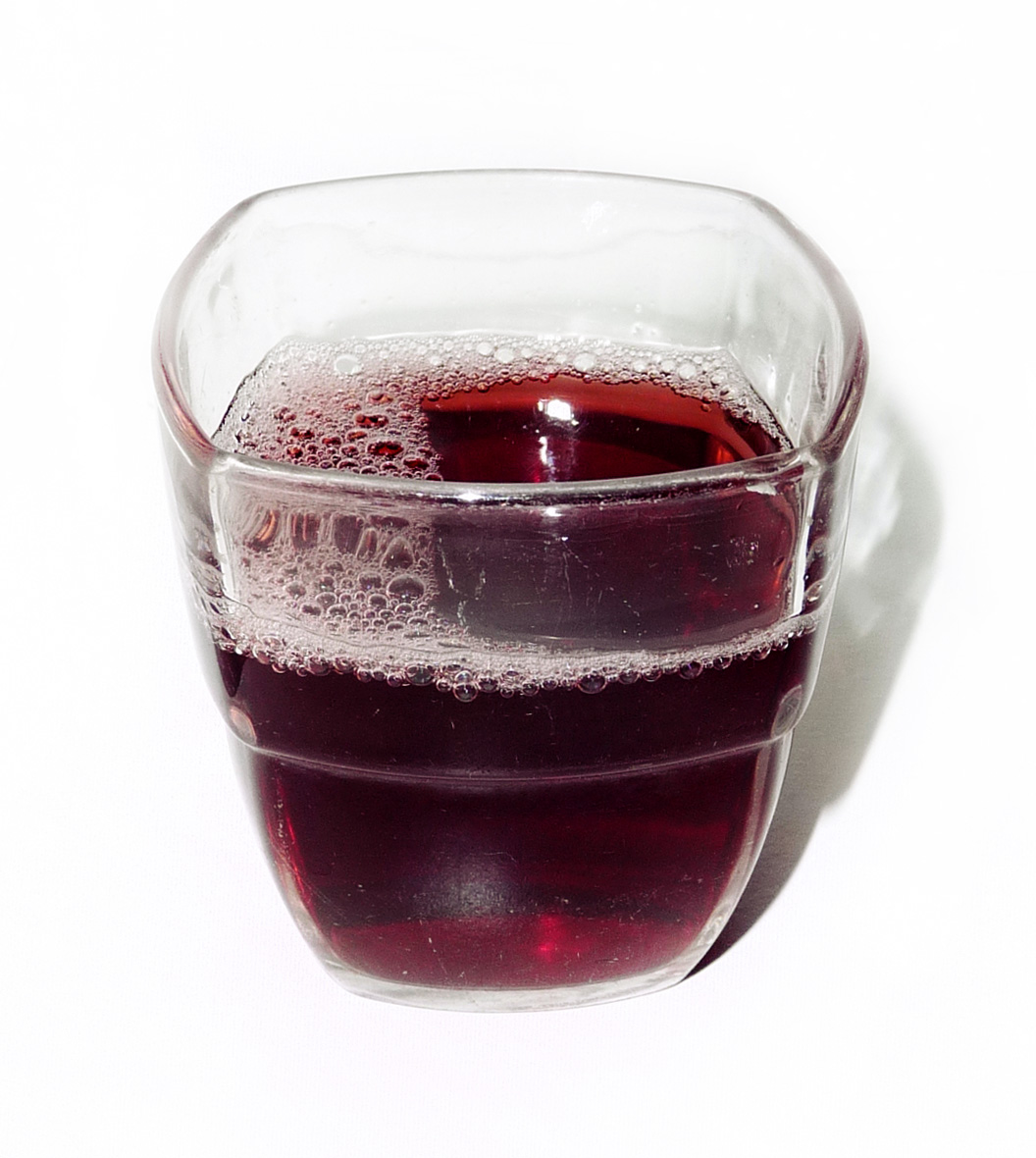
Стакан виноградного сока

При давлении ягод винограда получают сок. В зависимости от объёма производства ягоды давят руками, ногами в бочках или специальными прессами. Полученный сок из-за большого содержания сахаро́в без консервантов быстро скисает или начинает бродить. Древние греки учли эту особенность в производстве вина, которое хранилось и транспортировалось в амфорах. В отличие от современников, греки пили вино, разбавляя его водой.

### Изюм

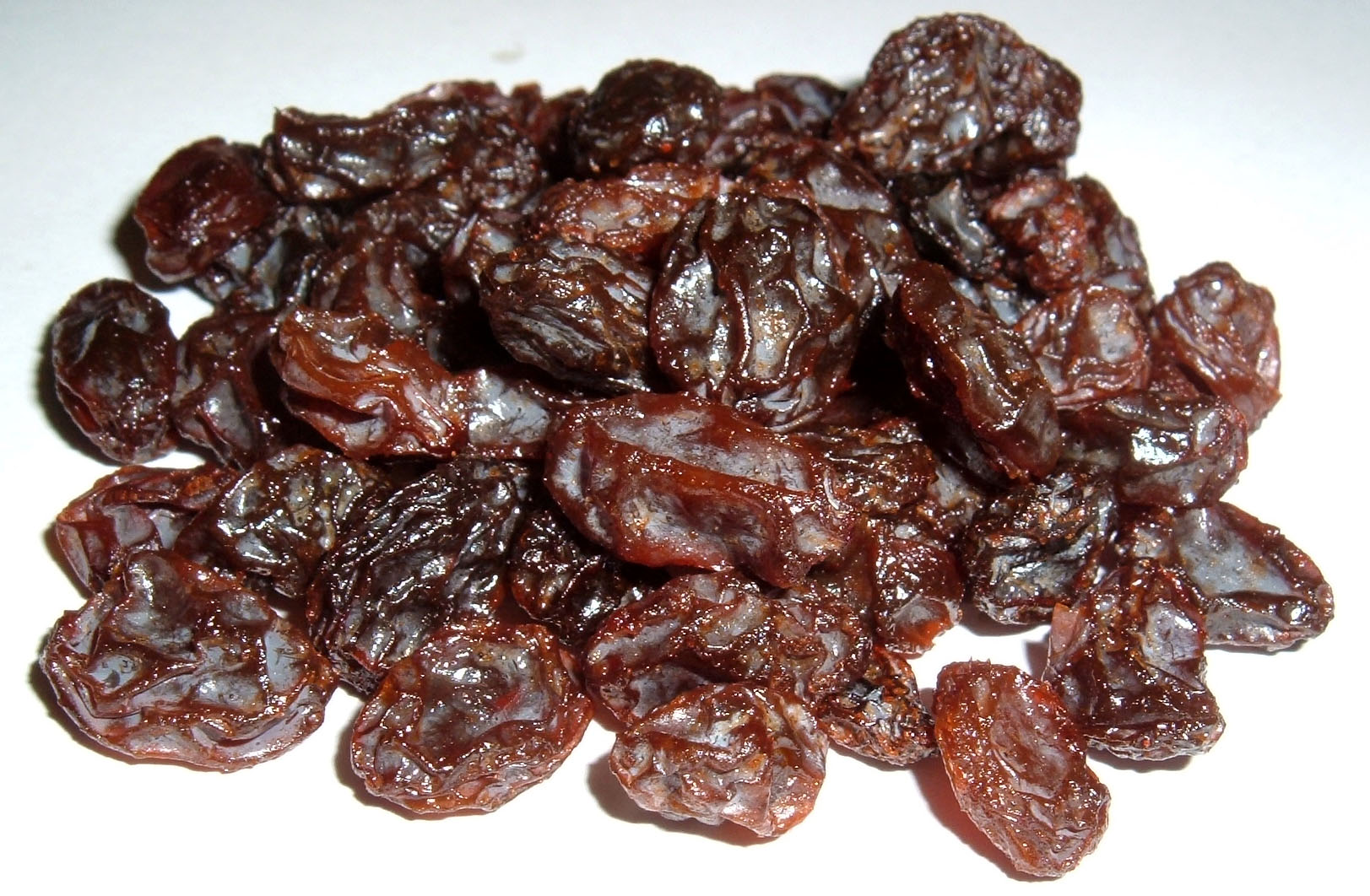
Тёмный изюм (коринка)

Изю́м (от тюрк. Üzüm — виноград) — сушёные ягоды винограда, обычно бессемянных сортов, например Кишмиш (в переводе с арабского: «Киш-миш» — сушёный виноград). Как продукт имеет наибольшее кулинарное применение на Ближнем и Среднем Востоке, а также в Средиземноморье. Торговые наименования разных видов изюма меняются очень часто, однако количество разновидностей изюма за последние 2 500 лет не менялось. Их было и существует четыре:
- светлый, мелкий изюм, без косточек из сладких зелёных и белых (серых) сортов винограда. Чаще всего он называется кишмиш (кулинарное название), или сабза (современное торговое название);
- тёмный, почти чёрный или синий, а чаще тёмно-бордовый бескосточковый изюм, по старой кулинарной терминологии — «коринка», по современной торговой — «бидана», или «шигани». Имеет две основные разновидности: очень сладкий и слегка сладкий, суховатой консистенции;
- светло-оливкового цвета, средней величины, обычный изюм с одной косточкой;
- крупный, мясистый, очень сладкий, приятный на вкус, с двумя-тремя большими косточками. Получают его из винограда сорта хусайне — «дамских пальчиков» или из гермиана.

### Вино

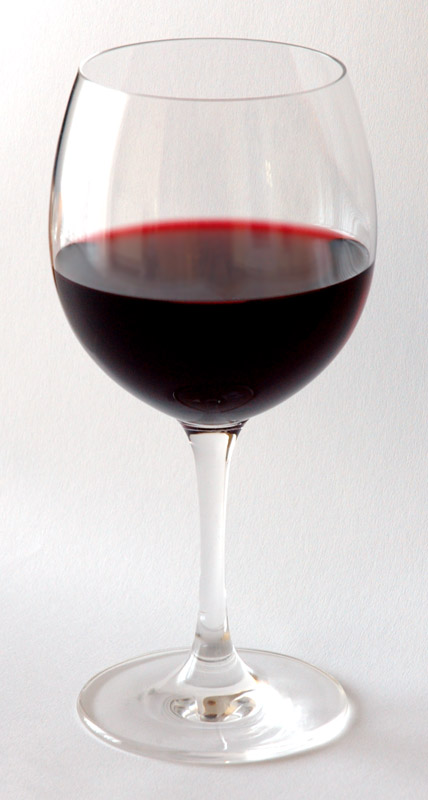
Бокал красного вина

Вино́ (лат. vinum) — алкогольный напиток (крепость: натуральных — 9-16 % об., креплёных — 16-22 % об.), получаемый полным или частичным спиртовым брожением сока винограда (традиционный, и исторически первый продукт для получения вина) или более дешёвые сорта вина из плодово-ягодного сока (иногда с добавлением спирта и других веществ — так называемые «креплёное вино»). По цвету различают белые, розовые и красные типы вин. По назначению вина делятся на столовые (используются как вкусовое дополнение к столу) и десертные (подаются к десерту). По качеству и срокам выдержки вина различают:
- молодые;
- без выдержки;
- выдержанные;
- марочные (лучшие, выдержанные вина, вырабатываемые в определённых винодельческих районах из одних и тех же сортов винограда, сохраняющие вкус и аромат);
- коллекционные (вина с очень длительной выдержкой, иногда достигающей десятков и даже сотен лет). Выделена область науки, изучающая производство и технологии правильного хранения вина — энология (от др.-греч. οἶνος — вино).

Для производства хорошего вина критичным становится качество и объём произведённого винограда. Чем больше урожай, тем ниже качество вина, поэтому производителям приходится уничтожать соцветия, чтобы искусственно понизить урожайность. Так, в Австрии запрещено снимать более 10 тонн (или 75 гектолитров) винограда с гектара. В других странах ограничения привязаны к определённым сортам. Однако, такие ограничения характерны прежде всего для стран Европы, в странах Нового Света таких ограничений не существует.

### Коньяк

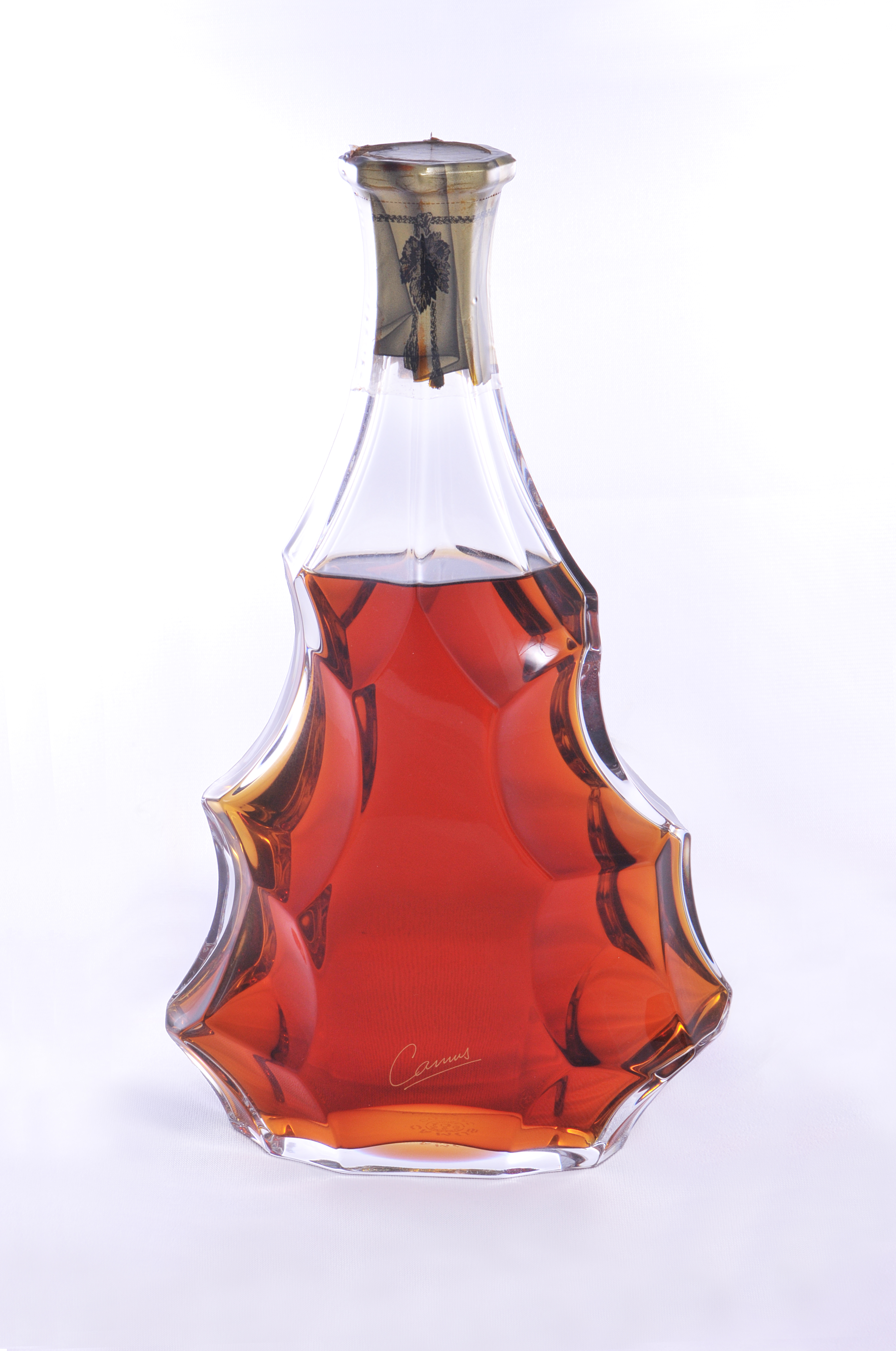
Коньяк

Конья́к (фр. cognac) — крепкий алкогольный напиток, производимый из определённых сортов винограда по особой технологии. Коньяк является исконно французским продуктом. Появление этого алкогольного напитка связано с окрестностями и самим городом Коньяк (регион Пуату — Шаранта, департамент Шаранта, Франция) по имени которого напиток «коньяк» получил своё название. Географические границы местности, в которой допускается производство коньяка, технология производства и само название «коньяк» строго определены, регламентированы и закреплены многочисленными законодательными актами. Крепкие напитки других стран, а также напитки произведённые во Франции вне региона Шаранта, даже если они получены дистилляцией виноградных вин, произведённых в регионе Пуату — Шаранта, не имеют права именоваться коньяком на международном рынке, такие напитки принято называть бренди. В СССР коньяком назывался любой бренди, производимый по технологии, близкой к технологии производства настоящего коньяка (до конца 1990-х годов французы мирились с тем, что на бутылках советского производства кириллицей было написано «коньяк», по-прежнему считая эти напитки бренди).

### Уксус
Готовое вино более низкого качества оставляют скисать для получения винного уксуса. Бальзамический уксус, родиной которого является Модена, получают напрямую из виноградного сусла. Муст, то есть отжатый сок свежего винограда (обычно белых сортов), уваривается до густоты, пока он не превратится в густой тёмный сироп. При этом в нём увеличивается концентрация оксиметилфурфурола. Для выдерживания сиропа используются деревянные бочки трёх видов: самые маленькие — из ясеня и дуба, средние — из каштана и вишни, а большие — из тутового дерева.
Срок созревания уксуса минимум 3 года, а лучшие его сорта выдерживают до 100 лет.

### Масло
Масло из косточек винограда в основном отжимают методом горячей экстракции. Метод холодной экстракции позволяет сохранить большее количество полезных веществ, но даёт весьма незначительный выход конечного продукта. Масло отличается высоким содержанием фитостеролов, полиненасыщенных жирных кислот, содержит также токоферолы. Используется для заправки салатов, в космецевтике и производстве средств ухода за кожей.

## Возделывание

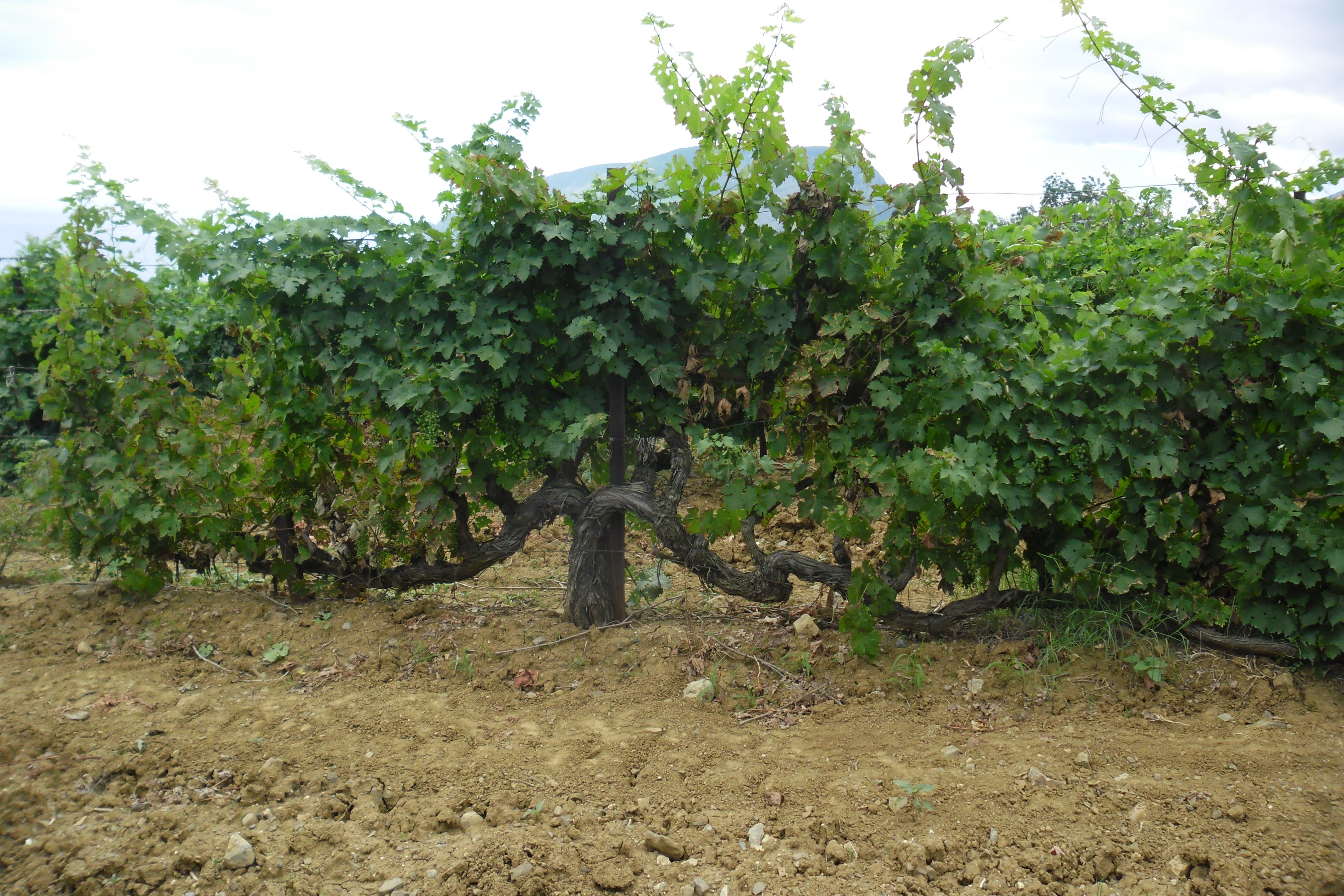
Виноградная лоза

Виноград выращивают на достаточно ровных участках, на которых возможна механизированная обработка, уклон поверхности не должен превышать 10°. На участках, предназначенных для посадки винограда производится сплошная глубокая (до 60 см) вспашка с оборотом пласта. Желательно вносить удобрения: на 1 гектар от 40 до 60 т навоза в смеси с 1 т суперфосфата. Боронование производится за 2—3 недели до посадки винограда. Участок разделяют на кварталы по 50—75 га, далее подразделяемые дорогами на 5-гектарные клетки. Виноградные кусты высаживают рядами с расстоянием между ними от 1 до 3 м. Расстояние между рядами зависит от почвенно-климатических условий и системы формирования кустов. Черенки сажают на глубину от 15 до 30 см. При посадке ранней весной, до начала распускания почек, возможно использование посадочного агрегата. В регионах, где отсутствуют заморозки и почва не промерзает, климатические условия позволяют сажать виноград также осенью и зимой. Почва на плантациях должна поддерживаться в рыхлом состоянии. При необходимости производится полив. Во второй половине лета для ускорения вызревания (одревеснения) побегов проводится т. н. чеканка. Если в месте выращивания винограда существует угроза заморозков, кусты укрывают почвой, а междурядия глубоко вспахивают. Весной производится формирование кустов с помощью секаторов, в июне — июле на глубине 20—30 см производится катаровка, т. е удаление поверхностных корней. Через 2—3 года после посадки все побеги винограда подвязывают. Рост и плодоношение кустов регулируют с помощью обрезки, обломки растущих побегов, подавляющих рост плодоносящих побегов; прищипывания верхушек побегов на 1—2 см; чеканки пасынков. В появляющихся пустых местах либо подсаживают новые саженцы, либо делают отводки.
Удобрение
Раз в два три года требуется 20—30 т/га навоза, каждый год вносят весной сернокислый аммоний или натриевую селитру (3—4 ц/га), осенью суперфосфат (4—5 ц/га), или преципитат (2—3 ц/га), или томасшлак (5—6 ц/га), сернокислый калий (1,5—2 ц/га).

## Заболевания
Наиболее часто встречающиеся заболевания винограда и препараты, используемые для их лечения:
- милдью или «ложная мучнистая роса»
- оидиум или «мучнистая роса»
- серая гниль
- сетчатая пятнистость

## В филателии

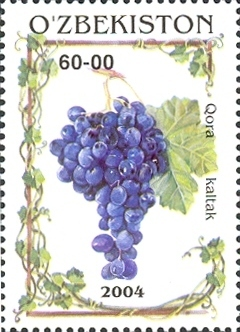
Почтовая марка Узбекистана 2004
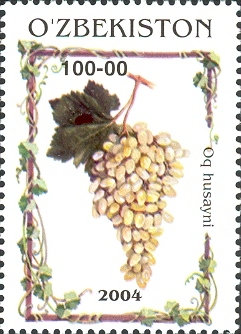
Почтовая марка Узбекистана 2004
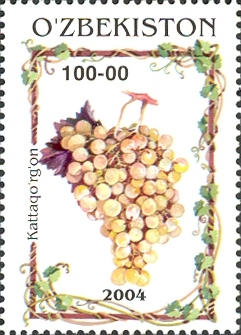
Почтовая марка Узбекистана 2004
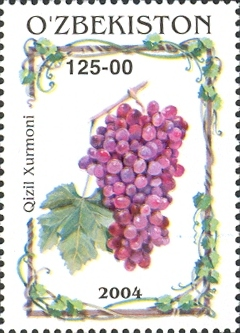
Почтовая марка Узбекистана 2004
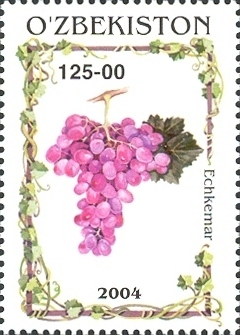
Почтовая марка Узбекистана 2004
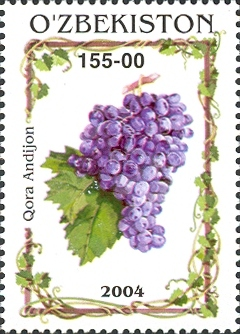
Почтовая марка Узбекистана 2004
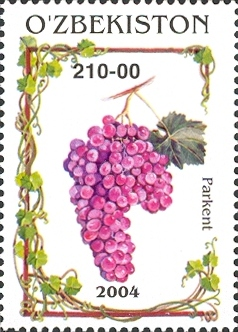
Почтовая марка Узбекистана 2004